# Поболовичі
Поболовичі (пол. Pobołowice) — колишнє українське село в Польщі, у гміні Жмудь Холмського повіту Люблінського воєводства. Населення — 163 особи (2011).

## Розташування
Знаходиться на Закерзонні (в історичній Холмщині).

## Історія
За даними митрополита Іларіона (Огієнка), 1417 року вперше згадується православна церква в селі. Український історик Іван Крип'якевич датує першу згадку про церкву 1564 роком.
У 1827 р. в селі було 32 будинки і 219 мешканців.
За даними етнографічної експедиції 1869—1870 років під керівництвом Павла Чубинського, у селі здебільшого проживали греко-католики, які розмовляли українською мовою.
У 1880 р. в селі були церква (відібрана царем у греко-католиків у 1875 р.) і початкова школа.
У липні-серпні 1938 року польська влада в рамках великої акції руйнування українських храмів на Холмщині і Підляшші знищила місцеву православну церкву.
Під час перепису 1943 р. в селі 256 жителів визнали себе українцями, а 49 — поляками, а в сусідній польській колонії проживало 248 поляків і 25 українців.
У 1943—1947 рр. на понімецькі землі в 1947 р. виселено 12 українців.
У 1975—1998 роках село належало до Холмського воєводства.

## Населення
Демографічна структура станом на 31 березня 2011 року:
|          | Загалом | Допрацездатний вік | Працездатний вік | Постпрацездатний вік |
| -------- | ------- | ------------------ | ---------------- | -------------------- |
| Чоловіки | 78      | 19                 | 53               | 6                    |
| Жінки    | 85      | 17                 | 50               | 18                   |
| Разом    | 163     | 36                 | 103              | 24                   |